# 王遵坦
王遵坦（？年—？年），字太平，山東青州府益都縣人，清初，隨豪格入蜀，歷任總兵，都察院右副都御史，任清代首任四川巡撫。順治四年十一月丙午卒於任。